# 東盧尼鎮區 (密蘇里州波爾克縣)
東盧尼鎮區（英語：East Looney Township）是位於美國密蘇里州波爾克縣的一個行政鎮區。

## 地方資料
東盧尼鎮區的面積為82.92平方千米，當中陸地面積為82.56平方千米，而水域面積為0.36平方千米。根據2020年美國人口普查的數據，當地共有人口1609人，而人口密度為每平方千米19.4人。